# Landsberg-fængslet
Landsberg-fængslet (tysk: Justizvollzugsanstalt Landsberg) er et tysk fængsel, der blev opført i 1910 i Landsberg am Lech i den sydvestlige del af den tyske delstat Bayern, ca. 65 km vest for München og 32 km syd for Augsburg.
I 1924 tilbragte Adolf Hitler otte måneder i fængslet efter en dom for forræderi i forbindelse med Ølkælderkuppet året før. Under fængselsopholdet skrev han bogen Mein Kampf med hjælp fra sin medfange Rudolf Hess.
Umiddelbar efter 2. verdenskrig brugte den amerikanske hær Landsberg-fængslet til 110 tyske krigsforbrydere, som var dømt enten ved Nürnbergprocesserne eller andre domstole.
275 krigsforbrydere blev hængt i Landsberg-fængslet. Den sidste henrettelse fandt sted den 8. juni 1951.

## Ekstern henvisning
- Wikimedia Commons har flere filer relateret til Landsberg-fængslet
- Time, syv henrettelser (engelsk) Arkiveret 21. august 2013 hos  Wayback Machine

48°3′15″N 10°52′0″Ø / 48.05417°N 10.86667°Ø